# Andrea Ferro
Andrea Ferro (ur. 19 sierpnia 1973 w Aronie) – włoski wokalista. Od 1995 roku członek grupy muzycznej Lacuna Coil.

## Dyskografia
- In a Reverie (1999, Century Media Records)
- Unleashed Memories (2001, Century Media Records)
- Comalies (2002, Century Media Records)
- Karmacode (2006, Century Media Records)
- Shallow Life (2009, Century Media Records)

## Filmografia
- Bunkier (2000, Atomic TV, relacja z festiwalu Metalmania 1999)